# (20099) 1994 WB3
(20099) 1994 WB3 est un astéroïde de la ceinture principale d'astéroïdes de 15,03 km de diamètre découvert en 1994.

## Description
(20099) 1994 WB3 a été découvert le 28 novembre 1994 à Kushiro (Japon) par Seiji Ueda et Hiroshi Kaneda.

### Caractéristiques orbitales
L'orbite de cet astéroïde est caractérisée par un demi-grand axe de 3,11 UA, un périhélie de 2,54 UA, une excentricité de 0,19 et une inclinaison de 2,38° par rapport à l'écliptique. Du fait de ces caractéristiques, à savoir un demi-grand axe compris entre 2 et 3,2 UA et un périhélie supérieur à 1,666 UA, il est classé, selon la JPL Small-Body Database, comme objet de la ceinture principale d'astéroïdes.

### Caractéristiques physiques
(20099) 1994 WB3 a une magnitude absolue (H) de 14,1 et un albédo estimé à 0,023, ce qui permet de calculer un diamètre de 15,03 km. Ces résultats ont été obtenus grâce à la méthode radiométrique en utilisant les données d'observations obtenues par le télescope spatial infrarouge IRAS] lancé en 1983 et qui a permis d'élaborer le catalogue IRAS Minor Planet Survey (IMPS).